# Heinrich (Sachsen-Weißenfels-Barby)

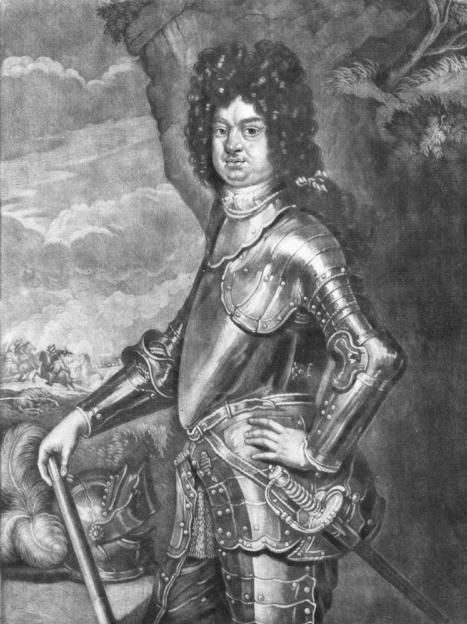
Herzog Heinrich von Sachsen-Weißenfels-Barby als Feldherr im Harnisch mit Marschallstab und Allongeperücke, Kupferstich von Peter Schenk d. Ä.; heute im Kupferstichkabinett Dresden, Staatliche Kunstsammlungen Dresden, Dresden

Heinrich von Sachsen-Weißenfels (* 29. September 1657 in Halle; † 16. Februar 1728 in Barby) war von 1680 bis 1728 Herzog von Sachsen-Weißenfels-Barby sowie kursächsischer General und entstammte einer Seitenlinie der albertinischen Wettiner. Auch „Heinrich zu Barby“ genannt.

## Familie
Heinrich war der vierte Sohn des Herzogs August von Sachsen-Weißenfels und dessen Gemahlin Anna Maria von Mecklenburg-Schwerin, Tochter des Herzogs Adolf Friedrich I. von Mecklenburg-Schwerin.

## Leben
Heinrich, der sich als vierter Sohn kaum Hoffnungen auf das väterliche Erbe machen konnte, erhielt über seinen Vater, den Administrator des Erzstifts Magdeburg, 1674 die Dompropstei Magdeburg als Versorgungspfründe, nachdem der vorherige Inhaber des Amtes, Heinrichs älterer Bruder Prinz August, gestorben war.
Als Heinrichs Großvater Johann Georg I., der in seiner Eigenschaft als Kurfürst von Sachsen auch Oberlehnsherr des damals noch blühenden Barbyer Grafengeschlechts war, in seinem Testament die Schaffung von Sekundogenituren für seine drei nachgeborenen Söhne festgelegt hatte, bedachte er seinen zweitältesten Sohn, den Magdeburger Administrator August nicht nur mit dem Herzogtum Sachsen-Weißenfels, sondern sicherte dieser Nebenlinie auch noch den Besitz der Grafschaft Barby im Falle eines Aussterbens der hiesigen Grafenlinie zu (so genannte Eventualbelehnung).
Als im Jahre 1659 schließlich der letzte Graf August Ludwig von Barby und Mühlingen kinderlos starb, fielen die einzelnen Teile der Grafschaft an ihre Lehnsherren zurück, wodurch August von Sachsen-Weißenfels auch Graf von Barby wurde.
Dieser bestimmt wiederum, dass die Grafschaft Barby nach seinem Tode zur Versorgung seines Sohnes Heinrich, der bereits Dompropst zu Magdeburg war, dienen sollte.
Da Prinz Heinrich gleichzeitig – so wie jeder seiner Brüder – das Anrecht hatte, sich Herzog von Sachsen(-Weißenfels) zu nennen, wurde er mit dem Tode seines Vaters 1680 Stifter des Herzogtums Sachsen-Weißenfels-Barby – das, entgegen der prestigereichen Bezeichnung, weder über Sitz und Stimme im Reichstag noch über fürstliche Souveränität verfügte, sondern in starker politischer Abhängigkeit von der Hauptlinie und des Kurfürstentums Sachsen stand.
Heinrichs nun folgende Regentschaft in Barby war jedoch für Stadt und Region von großer wirtschaftlicher und kultureller Bedeutung. Ähnlich wie der Weißenfelsische Hof seiner Vettern zog auch der seinige eine große Masse an Kunstschaffenden und Musikern, so auch die Hornisten Wenzel Franz Seydler und Hans Leopold, an. Der Pädagoge und Lexikograf Johann Theodor Jablonski war von 1689 bis 1700 sein Sekretär.
Mit Erlass vom 14. Februar 1702 führte er in Barby die allgemeine Schulpflicht für Knaben ein. Außerdem stiftete er die Prediger-Witwen-Kasse für wohltätige Zwecke und ließ das Prediger-Witwen-Haus sowie ein neues Schulhaus erbauen. Nach dem Vorbild seines Vetters Johann Georg von Sachsen-Weißenfels gründete er am 18. Dezember 1699 aus den Korporalschaften eine Schützengilde. Zudem wurde die gesamte Grafschaft unter Leitung von Hans August Nienborg geodätisch vermessen; die Stadt- und Dorfkirchen ließ er restaurieren und das Bildungswesen reformieren. Ferner machte er von seinem Münzprägerecht Gebrauch.
Auch war Heinrich als Feldherr aktiv und beteiligte sich am Großen Reichskrieg gegen die Türken. In der Belagerung von Ofen (1686) schwer verletzt, zeichnete er sich gemeinsam mit seinem Bruder Christian als Kriegsoberster aus.
Ab 1687 ließ er die alte Burg zum größten Teil abtragen und mit dem Bau von Schloss Barby als neuer Residenz beginnen. Baumeister waren Christoph Pitzler und ab 1707 Giovanni Simonetti, der sich an Plänen von Johann Arnold Nering orientierte. Das repräsentative zweigeschossige Profanbauwerk im Stile des Barock besitzt ein langgestrecktes Corps de Logis mit pavillonartigem Mittelteil und ein ausgebautes Mansarddach. Der Bau, in dessen Räumen der Herzog später eine Gemäldegalerie, eine Kunstkammer, ein Porzellankabinett und eine Bibliothek einrichtete, konnte erst 1715 fertiggestellt werden, weswegen Heinrich mit seiner Frau lange Zeit bei seinem Schwiegervater Johann Georg und seinem Schwager Leopold in Dessau residierte.
Von konfessionspolitisch großer Bedeutung war auch sein Übertritt von der lutherischen zur reformierten Kirche im Jahr 1688 in Dessau. In Barby konnte sich dadurch eine eigene reformierte Gemeine niederlassen, die bis 1833 Bestand hatte.
Herzog Heinrich wurde von seinem Vater, der ihr Oberhaupt war, in die Fruchtbringende Gesellschaft aufgenommen. Ihm wurde der Gesellschaftsname der Aufschießende verliehen.

## Tod und Begräbnis
Er starb am 16. Februar 1728 70-jährig in Barby und wurde in der neuen Familiengruft auf Schloss Barby bestattet. Sein einzig überlebender Sohn Georg Albrecht folgte ihm als Herzog nach.

## Ehe und Nachkommen
Seine einzige Ehe schloss er am 30. März 1686 in Dessau mit Elisabeth Albertine von Anhalt-Dessau, vormaliger Äbtissin zu Herford und Tochter Johann Georgs II., Fürst von Anhalt-Dessau aus dessen Ehe mit Henriette Catharina von Oranien-Nassau.
Mit seiner Gemahlin hatte er folgende Kinder:
- Johann August (* 28. Juli 1687 in Dessau; † 22. Januar 1688 in Dessau), Erbprinz von Sachsen-Weißenfels-Barby
- Johann August (* 24. Juli 1689 in Dessau; † 21. Oktober 1689 in Dessau), Erbprinz von Sachsen-Weißenfels-Barby
- totgeborene namenlose männliche Zwillinge (*/† 1690 in Dessau), Prinzen von Sachsen-Weißenfels-Barby
- Friedrich Heinrich (* 2. Juli 1692 in Dessau; † 21. November 1711 in Den Haag), Erbprinz von Sachsen-Weißenfels-Barby
- Georg Albrecht (1695–1739), 2. Herzog von Sachsen-Weißenfels-Barby ⚭ Auguste Luise von Württemberg-Oels
- Henriette Marie (* 1. März 1697 in Dessau; † 10. August 1719 in Weißenfels), Prinzessin von Sachsen-Weißenfels-Barby
- totgeborene namenlose Tochter (*/† 5. Oktober 1706 in Dessau), Prinzessin von Sachsen-Weißenfels-Barby